# Disc-Overy
Disc-Overy é o álbum de estreia do rapper inglês Tinie Tempah, lançado em 1 de setembro de 2010 pela editora discográfica Parlophone.

## Lista de faixas
| N.º | Título                                   | Compositor(es)                                          | Produtor(es)                                         | Duração |  |
| 1.  | "Intro"                                  | John Clare, Patrick Okogwu, James Tadgell, Vanya Taylor | All About She (James Tadgell & John Clare)           | 2:31    |  |
| 2.  | "Simply Unstoppable"                     | Okogwu, Alexander Shuckburgh, Taylor                    | Al Shux                                              | 3:33    |  |
| 3.  | "Pass Out"                               | Timothy McKenzie, Okogwu, Mark Williams                 | Labrinth, Da Digglar (co.)                           |         |  |
| 4.  | "Illusion"                               | Sam Frank, John Hill, Okogwu, Shuckburg, Luke Steele    | Al Shux, John Hill                                   | 3:16    |  |
| 5.  | "Just a Little" (featuring Range)        | Eshraque Mughal, Okogwu, Theodore Bowen                 | Ishi                                                 | 3:03    |  |
| 6.  | "Snap"                                   | Mark Asari, Mughal, Okogwu, Talay Riley                 | Ishi                                                 | 3:05    |  |
| 7.  | "Written in the Stars" (com Eric Turner) | Charlie Bernado, Mughal, Okogwu, Eric Turner            | Ishi                                                 | 3:39    |  |
| 8.  | "Frisky" (com Labrinth)                  | Timothy McKenzie, Okogwu, Mark Williams                 | Labrinth, Da Digglar (co.)                           | 4:56    |  |
| 9.  | "Miami 2 Ibiza"                          | Steve Angello, Axel Hedfors, Sebastian Ingrosso, Okogwu | Swedish House Mafia                                  | 3:24    |  |
| 10. | "Obsession"                              | Emile Hayne, Okogwu                                     | Emile                                                | 3:42    |  |
| 11. | "Invincible" (com Kelly Rowland)         | Philipe M. Anquetil, Mughal, Okogwu                     | Ishi                                                 | 3:22    |  |
| 12. | "Wonderman" (com Ellie Goulding)         | McKenzie, Okogwu, Williams                              | Labrinth, Da Digglar (co.)                           | 3:39    |  |
| 13. | "Let Go" (com Emeli Sandé)               | Ben Harrison, Hayne, Shahid Khan, Okogwu, Emeli Sandé   | Naughty Boy, Emile Hayne (add.), Ben Harrison (add.) | 4:18    |  |

## Desempenho nas tabelas musicais
| Tabela (2010/2011)                       | Melhor posição |
| ---------------------------------------- | -------------- |
| Austrália (Australian ARIA Albums Chart) | 96             |
| Canadá (Canadian Albums Chart)           | 24             |
| Alemanha (German Newcomer Chart)         | 16             |
| Irlanda (Irish Albums Chart)             | 2              |
| Nova Zelândia (New Zealand Albums Chart) | 31             |
| Suíça (Swiss Albums Chart)               | 73             |
| Reino Unido (UK Albums Chart)            | 1              |
| Estados Unidos (Billboard 200)           | 21             |
| Estados Unidos (R&B/Hip-Hop Albums       | 2              |
| Estados Unidos (Rap Albums)              | 3              |

| Tabela (2010)                 | Posição |
| ----------------------------- | ------- |
| Reino Unido (UK Albums Chart) | 30      |

| País        | Provedor | Certificação |
| ----------- | -------- | ------------ |
| Reino Unido | BPI      | 2× Platina   |

## Histórico de lançamento
| País           | Data                   | Formato              | Distribuidora      |
| -------------- | ---------------------- | -------------------- | ------------------ |
| Irlanda        | 1 de outubro de 2010   | Download digital, CD | Parlophone Records |
| Reino Unido    | 1 de outubro de 2010   | Download digital, CD | Parlophone Records |
| Alemanha       | 22 de novembro de 2010 | Download digital, CD | Parlophone Records |
| Itália         | 22 de novembro de 2010 | Download digital, CD | Parlophone Records |
| Estados Unidos | 17 de maio de 2011     | Download digital, CD | Capitol Records    |
| Brasil         | 10 de junho de 2011    | Download digital, CD | Capitol Records    |